# Otto Rivero
Otto Rivero Torres (* 19. Oktober 1968 in Cienfuegos) ist ein ehemaliger kubanischer Politiker. Aus einfachen Verhältnissen stammend stieg er bereits in jungen Jahren bis zum Posten eines Vizepräsidenten des Ministerrats auf, bevor er 2009 von Staats- und Parteichef Raúl Castro unter Untreuevorwürfen aller Funktionen enthoben wurde und seitdem auf alle früheren Privilegien des Funktionärslebens verzichten muss.

## Politischer Aufstieg unter Fidel Castro
Rivero ist Arbeitersohn und begann seinen Aufstieg in Führungspositionen der allein herrschenden Kommunistischen Partei (PCC) während seines Studiums der Wirtschaftswissenschaften, das er mit dem Magister abschloss. Über viele Jahre war er der höchste Parteifunktionär seiner Generation: Von 1994 bis 1996 diente er als Präsident des nationalen Studentenbundes, der der Regierungspartei unterstellten Federación Estudiantil Universitaria, von 1997 bis 2004 war er dann als Erster Sekretär Vorsitzender der Unión de Jóvenes Comunistas, des Jugendverbands der PCC, dessen Vorstand er zuvor seit 1995 angehört hatte. Seit 1993 gehörte er der zweimal jährlich tagenden Nationalversammlung Asamblea Nacional del Poder Popular als Abgeordneter an. 1997 nahm er als Delegierter am V. Parteitag der PCC teil und wurde in das Zentralkomitee gewählt. 2003 wurde er zum Mitglied des Staatsrats ernannt.
Nachdem Staatspräsident Fidel Castro, der 1999 zu Beginn der Auseinandersetzung um Elián González sein Prestigeunternehmen „Batalla de Ideas“ („Schlacht der Ideen“) zur Abwehr feindlicher ideologischer Einflüsse auf die kubanische Jugend ausgerufen hatte, bestimmte er Rivero zum Koordinator dieses Großprojekts, das mit seinem umfangreichen Budget der Bedeutung eines eigenen Ministeriums gleichkam. Rivero war im April 2000 in Anwesenheit Fidel Castros Hauptredner zur Einweihung der sogenannten Tribuna Antimperialista „José Martí“, einer unmittelbar vor der diplomatischen Interessenvertretung der USA errichteten Open-Air-Bühne für „revolutionäre“ Großveranstaltungen. Neben Projekten der politischen Propaganda sowie der Mobilisierung Jugendlicher für bezahlte Tätigkeiten zum Beispiel als Hilfslehrer oder als Kontrolleure an korruptionsverdächtigen Tankstellen umfasste die Batalla de Ideas auch Reparaturen und Renovierungen von vernachlässigten Krankenhäusern und Bildungseinrichtungen, die zu den Vorzeigeobjekten der Kubanischen Revolution gehörten. Mit der offiziellen Funktion des Koordinators der Batalla de Ideas wurde Rivero im Dezember 2004 zu einem von fünf Vizepräsidenten des Ministerrates ernannt und damit in die Spitze der Regierung berufen.
Neben Außenminister Felipe Pérez Roque war Rivero innerhalb der Partei führender Repräsentant der sogenannten „talibanes“, einer Gruppe von jungen, aufstrebenden und besonders kompromisslosen Verteidigern der Revolution und ihres sie protegierenden Führers Fidel Castro, die allerdings unter der überwiegend auf Reformen hoffenden Jugend wenig beliebt waren. Mit ihnen hatte Castro eine Parallelstruktur zu den verfassungsmäßigen Regierungsinstitutionen aufgebaut, die mit umfangreichen Sonderrechten und Haushaltsprivilegien ausgestattet war und ihm eine unmittelbare Umsetzung seiner Wunschprojekte ermöglichte.

## Ende der politischen Laufbahn unter Raúl Castro
Mit dem gesundheitsbedingten Rücktritt Fidel Castros vom Präsidentenamt und der Amtsübernahme durch seinen Bruder Raúl – zunächst vertretungsweise ab Ende Juli 2006 und schließlich dauerhaft ab Februar 2008 – wandelten sich die politischen Prioritäten der Regierung: Statt ideologischer Durchhalteappelle setzte Raúl Castro den Schwerpunkt auf konkrete Schritte zur Belebung der Wirtschaft und den Abbau verschiedener unpopulärer Verbote. Der für die erste Hälfte der 2000er Jahre typische Aufstieg der Jungfunktionäre wurde gebremst, gleichzeitig trat eine Betonung institutioneller Strukturen und Kontrollen an die Stelle der Batalla de Ideas. Riveros Sichtbarkeit in den Medien nahm unter Raúl Castro deutlich ab und die Abwicklung der Projekte der Batalla de Ideas wurde schrittweise auf verschiedene Institutionen übertragen, bevor Rivero im März 2009 gleichzeitig mit den noch prominenteren Politikern Felipe Pérez Roque und Carlos Lage und weiteren führenden Parteifunktionären der Fidel-Ära aus dem Politbüro und dem Ministerrat ausgeschlossen wurde. Wenige Monate vor seiner Absetzung war er auf dem VIII. Kongress der Kommunistischen Jugend UJC von Fidel Castro persönlich noch als Mitglied einer „revolutionären Elite“ gelobt worden. Rivero wurde zunächst ein Skandal um Zweckentfremdung von Mitteln seines Zuständigkeitsbereichs zum Verhängnis. Entscheidend war schließlich seine Beteiligung an den von der Staatsführung als Verschwörung eingestuften Kontakten einer Gruppe von hochrangigen Politikern um Carlos Lage mit dem kubanisch-spanischen Geschäftsmann Conrado Hernández.
Nach seiner Absetzung wurde ihm eine einfache Arbeit als Maschinist in einem dem Staatsrat zugehörigen Druckereibetrieb mit dem entsprechenden Gehalt zugewiesen. Nach offiziell unbestätigten Berichten unabhängiger kubanischer Journalisten soll er seit dem Ende seiner Politikerkarriere mehrere Selbstmordversuche unternommen haben.